# كريستيان همر (ملاكم)
كريستيان همر (27 سبتمبر 1987 بغالاتس في رومانيا - ) هو ملاكم روماني وألماني، صنّف ضمن فئة وزن ثقيل.

## إحصائيات
خاض خلال مسيرته 37 نزالا، فاز في 27 وخسر في 10. فاز بالضربة القاضية في 17 نزالا.

## روابط خارجية
- كريستيان همر على موقع بوكس ريك (الإنجليزية) (registration required)